# Cantonul Marquion
Cantonul Marquion este un canton din arondismentul Arras, departamentul Pas-de-Calais, regiunea Nord-Pas-de-Calais, Franța.

## Comune
| Comune                     | Populație (1999) | Cod poștal | Cod INSEE |
| -------------------------- | ---------------- | ---------- | --------- |
| Baralle                    | 487              | 62860      | 62081     |
| Bourlon                    | 1 246            | 62860      | 62164     |
| Buissy                     | 229              | 62860      | 62184     |
| Écourt-Saint-Quentin       | 1 731            | 62860      | 62284     |
| Épinoy                     | 498              | 62860      | 62298     |
| Graincourt-lès-Havrincourt | 617              | 62147      | 62384     |
| Inchy-en-Artois            | 556              | 62860      | 62469     |
| Lagnicourt-Marcel          | 295              | 62159      | 62484     |
| Marquion                   | 1 008            | 62860      | 62559     |
| Oisy-le-Verger             | 1 260            | 62860      | 62638     |
| Palluel                    | 520              | 62860      | 62646     |
| Pronville                  | 272              | 62860      | 62671     |
| Quéant                     | 549              | 62860      | 62673     |
| Rumaucourt                 | 724              | 62860      | 62728     |
| Sains-lès-Marquion         | 300              | 62860      | 62739     |
| Sauchy-Cauchy              | 411              | 62860      | 62780     |
| Sauchy-Lestrée             | 446              | 62860      | 62781     |